# Bandera de Baden
La bandera de Baden està formada per una combinació dels colors groc i roig, els colors heràldics de l'antic estat alemany de Baden. La presència de la bandera és comuna encara avui al territori que formà Baden, és emprada per molts ciutadans i es troba hissada en molts llocs públics com ara el palau de Karlsruhe.
L'any 1855 s'establí una nova bandera bicolor en roig i groc com a bandera oficial del Gran Ducat de Baden (1806-1918). Aquesta ensenya fou remplaçada per una de nova tricolor en groc-roig-groc el 1891. Després de l'abolició de la monarquia amb la fi de la primera guerra mundial, la república de Baden substituí el Gran Ducat usant la mateixa bandera tricolor. Amb l'arribada al poder del partit Nazi el 1933, els estats federals i els seus símbols foren de facto suprimits. Després de la segona guerra mundial, el territori de Baden fou ocupat per diverses potències aliades i la part meridional s'erigí en l'estat de Baden. El recentment creat estat adoptà la bandera tricolor del Gran Ducat i la república fins a l'any 1952, quan l'estat formà el nou estat federal de Baden-Württemberg.

## Banderes històriques

Marcgraviat de Baden (1243-1803)
Electorat de Baden i Gran Ducat de Baden (1803-1848)
Gran Ducat de Baden (1848-1862)
Gran Ducat de Baden (1855-1891)
Gran Ducat de Baden, República de Baden i Estat de Baden (1891-1952)